# بخش لابوری
بخش لابوری (به لاتین: Laborie Quarter) یک منطقهٔ مسکونی در سنت لوسیا است.

## خصوصیات
بخش لابوری ۷٬۴۱۴ نفر جمعیت دارد.